# Löss

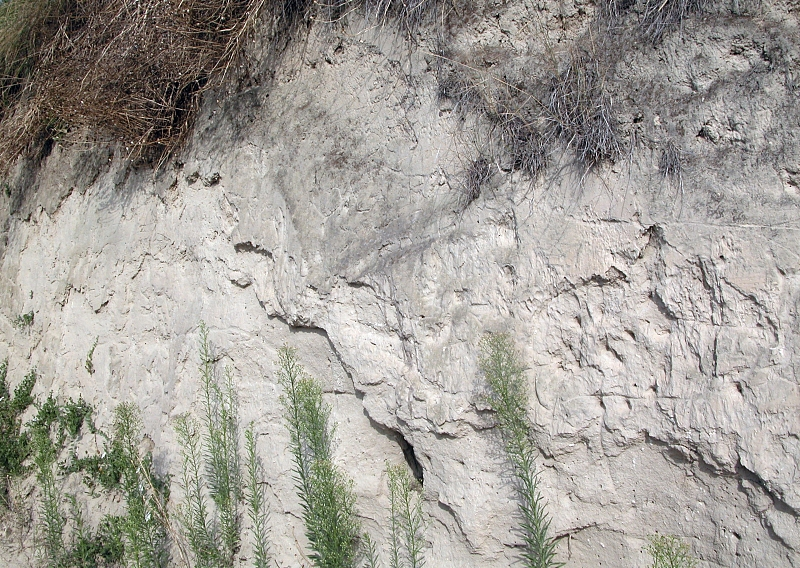
Löss in de Kaiserstuhl, Zuid-Duitsland.

Löss is een eolische afzetting van silt. Silt is de textuurfractie met een korrelgrootte die tussen die van zand en lutum in ligt. Qua samenstelling bevat löss voornamelijk siliciclastica (kwarts en andere silicaten), maar het kan ook een kleine fractie kleimineralen bevatten. Soms is die fractie groter geworden sinds het moment van sedimentatie als gevolg van chemische verwering.
In het dagelijkse spraakgebruik wordt het begrip löss of Limburgse klei veelal gebruikt voor gronden die onder andere voorkomen in Nederlands en Belgisch Limburg, langs de Veluwezoom bij Rheden, in de Achterhoek en op het plateau bij Groesbeek ten zuidoosten van Nijmegen. De Nederlandse löss heeft een typerende geelrode kleur.
Uitgestrekte löss-gebieden bevinden zich ook in Noord-China, het lössplateau langs de Gele Rivier, en in het Russische steppegebied, waar zich in de löss-bodem de aan organische bestanddelen zeer rijke chernozems (zwarte aarde) hebben ontwikkeld.

## Types löss
Veelal wordt onderscheid gemaakt tussen de löss afkomstig uit de woestijnen en de löss afkomstig uit de (vroegere) periglaciale gebieden. Men spreekt dan resp. van continentale löss (Centraal- en Oost-Azië) en glaciale löss (Europa, Noord-Amerika), ook wel van ‘warme’ en ‘koude’ löss. 

### Continentale löss
De continentale löss vindt men aan de lijzijde van de woestijnen. Het door mechanische verwering fijn verdeelde en door episodische neerslag in de lage gedeelten (bajada’s en playa’s) samengespoelde fijne materiaal kan door de wind worden opgenomen. Door het op de achtergrond treden van chemische verwering in de woestijnen treden mineralen als kwarts, veldspaat, mica, calciet e.d. in ‘verse’ toestand veelvuldig op. De löss blijft slechts daar liggen waar vegetatie, veelal grassteppen, deflatie verhindert. De vegetatie groeit door het nieuw afgezette materiaal weer omhoog. De aanwezigheid van steppevegetatie verklaart enerzijds het ontbreken van een duidelijke gelaagdheid en anderzijds de porositeit door de vele gangen van wortels. 

### Glaciale löss
De glaciale löss is afkomstig uit de gebieden die tijdens de Pleistocene glaciaties bij ontbreken van vegetatie en bij het voorhanden zijn van voldoende fijn materiaal in glaciale en fluvioglaciale afzettingen, blootstonden aan deflatie, terwijl door de vorstverwering voortdurend nieuw fijn materiaal ontstond. 
De noordgrens van het lössgebied in Europa is een vrij grillige lijn die onder andere samenhangt met het reliëf. Zo komt in Nederland aan de oostzijde van de stuwwallen (oostelijke Veluwe, stuwwal bij Nijmegen) löss voor. Ook in vrijwel geheel Zuid-Limburg komt lössgrond voor. De noordgrens van het samenhangende lössdek ligt in Belgisch Limburg even ten noorden van Bilzen en in Vlaanderen komt ze nauw overeen met de kamlijn van het heuvelland. Algemeen wordt aangenomen dat de noordgrens van de löss samenhangt met een vegetatiegrens tijdens de laatste koude fase van de ijstijd, namelijk de noordgrens van de (koude) grassteppe. De lössafzettingen in Nederlands Zuid-Limburg behoren tot het Laagpakket van Schimmert.

## Löss in Noordwest-Europa

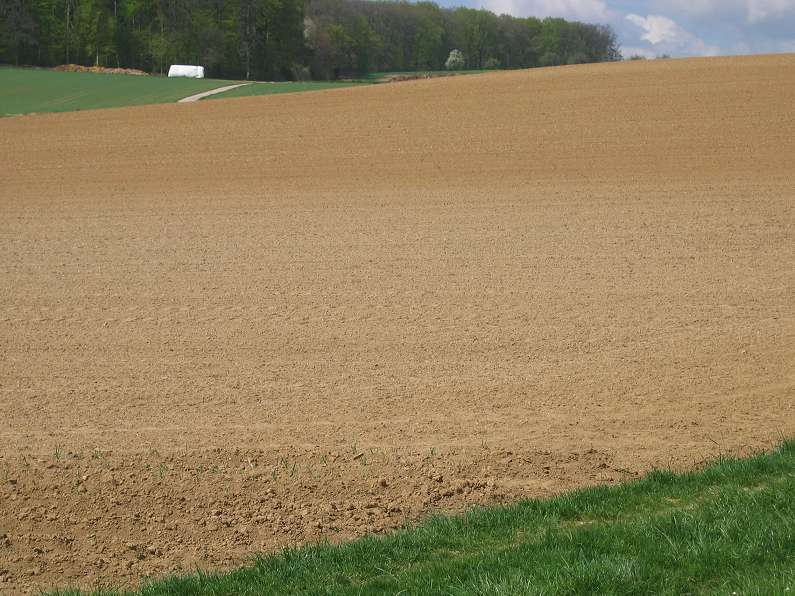
Akker in lössgrond in Württemberg

De löss in Noordwest-Europa dateert uit het Saalien en het laatste gedeelte van het Weichsel-glaciaal. In het Weichselien stond de Noordzee droog. Het sediment op de zeebodem vormde de bron van de lössafzettingen. Het lichte materiaal werd door de wind aangevoerd en heeft zich afgezet in een brede zone van Belgisch- en Nederlands-Limburg via Duitsland (o.a. de zeer vruchtbare Soester Börde in Westfalen) tot diep in Polen, Roemenië en Oostenrijk.
Lössbodems zijn zeer geschikt voor landbouw. De eerste landbouw in Nederland vond dan ook plaats op de löss in Zuid-Limburg. De boeren kwamen uit Centraal-Europa, dat vergelijkbare bodems kent. In lössbodems heeft zich vaak een kleirijke inspoelings B-horizont ontwikkeld onder een klei-armere bovengrond. Onbegroeide lössbodems zijn sterk erosiegevoelig. Op de meeste hellingen in Zuid-Limburg is de oorspronkelijke bovengrond op de akkers verdwenen. Veelal zijn zowel de oorspronkelijke A-horizont en de E-horizont verdwenen, waardoor de kleirijke B-horizont aan het oppervlak ligt. Het geërodeerde bodemmateriaal dat zich in dalen en op lager gelegen plaatsen verzamelt, wordt aangeduid als colluvium.
Kalk uit het moedermateriaal löss lost in regen deels op en slaat vervolgens lager in het profiel neer. Zo worden de löss-deeltjes in verticale richting aan elkaar gekit. Hierdoor kunnen de in löss gevormde dalen en holle wegen vaak steile wanden hebben.

## Lössfauna

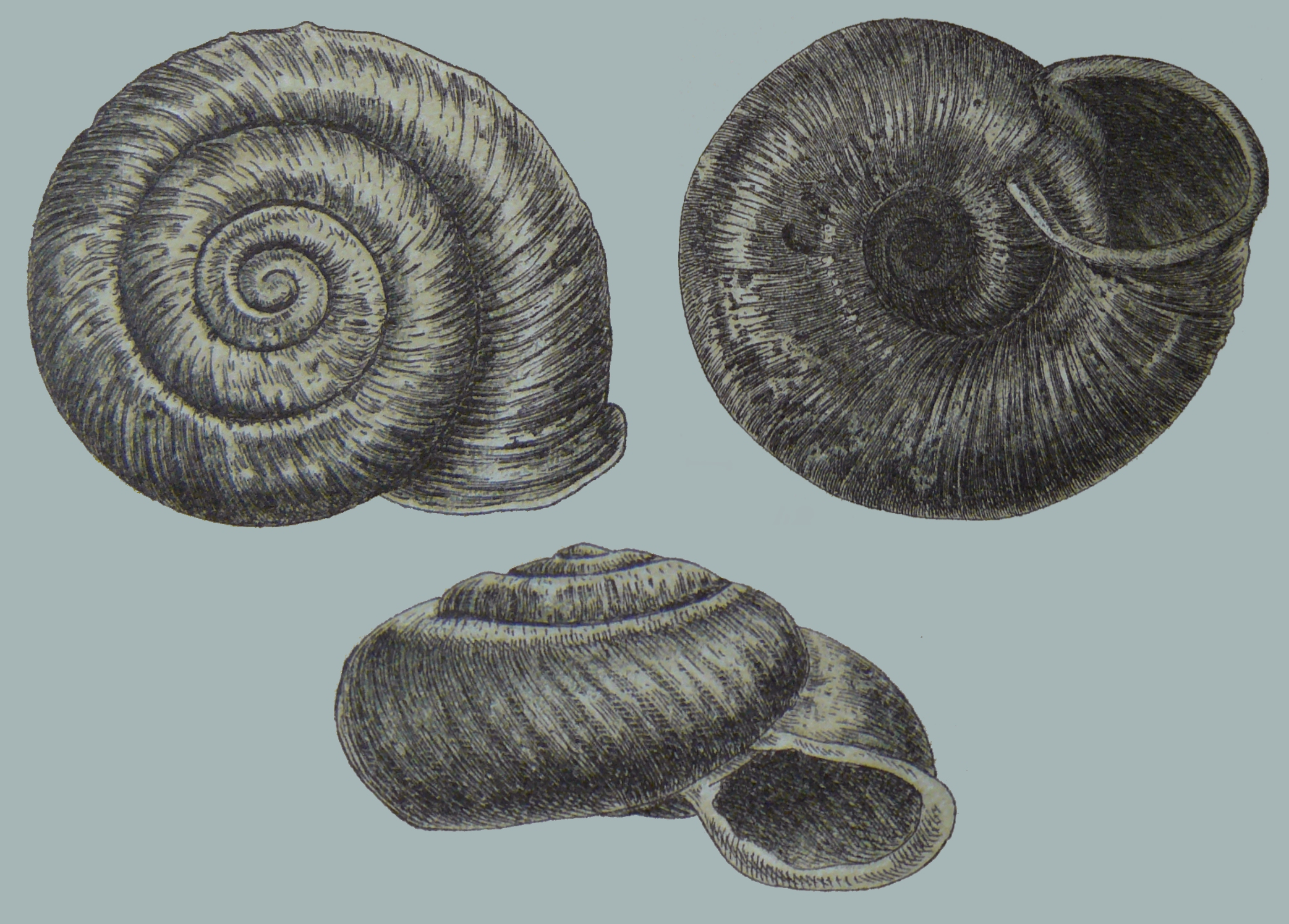
Vallonia tenuilabris, een typische 'löss-slak'

Lokaal maar soms zeer algemeen zijn mollusken als fossiel in lössafzettingen aanwezig. Dit zijn meestal alleen landslakken. Hoewel de meeste soorten ook tegenwoordig in Europa algemeen voorkomen bevinden zich daarbij ook soorten die typerend voor deze afzettingen zijn. Veel soorten leven tegenwoordig in Azië (Siberië), of hebben een boreo-alpiene verspreiding.
Vaak zijn de associaties zeer rijk aan individuen en arm aan soorten: de diversiteit is laag. Kenmerkende soorten zijn onder andere Succinea oblonga, Columella columella, Vertigo genesii, Pupilla muscorum, Pupilla loessica, Vallonia tenuilabris en Trichia hispida. Sommige associaties hebben naar de algemeenst optredende soort een naam gekregen. Onderscheiden worden onder andere "pupillafauna's" (naar Pupilla muscorum), "fruticumfauna's" (naar Bradybaena fruticum) en "striatafauna's" (naar Helicopsis striata).
Molluskenfauna's spelen door hun ecologische betekenis en in combinatie met de verschillende typen van bodemvorming een grote rol in de stratigrafie van lössafzettingen.
Als begeleider van mollusken worden heel vaak calcietkorreltjes van de regenworm (Lumbricus terrestris) gevonden. Vroeger werden die in onderzoek naar kwartaire mollusken aangezien voor resten van de naaktslakkenfamilie Arionidae maar dat is een vergissing gebleken die nog jarenlang na de ontdekking werd gemaakt. Deze korreltjes kunnen in enorme hoeveelheden in löss aanwezig zijn: genoemd worden aantallen van meer dan 30.000 korrels per liter sediment.